# Eskil Vogt
Eskil Vogt (nascut el 31 d'octubre de 1974) és un director de cinema i guionista noruec.

## Carrera
Nascut a Oslo el 31 d'octubre de 1974, Vogt va estudiar a l'acadèmia francesa de cinema La Fémis.
Les seves pel·lícules inclouen Reprise (2006), Oslo, 31. august (2011), Louder Than Bombs (2015) i Thelma (2017), totes elles dirigides per Joachim Trier a partir de guions escrits per Vogt i Trier.
També va escriure i dirigir la pel·lícula dramàtica Blind, que es va projectar al Festival de Cinema de Sundance de i va rebre el World Cinema Screenwriting Award. La pel·lícula va rebre l’Etiqueta Europa Cinemas a la 64è Festival Internacional de Cinema de Berlín.
El 2021, Vogt va prsentar dues pel·lícules al 74è Festival Internacional de Cinema de Canes. De uskyldige, que va escriure i dirigir, va competir a la categoria Un Certain Regard mentre que La pitjor persona del món va competir per la Palma d'Or. Pel seu treball sobre aquest últim, Vogt va ser nominat per al Oscar al millor guió original als Premis Oscar de 2021.